# Araneus bradleyi
Araneus bradleyi är en spindelart som först beskrevs av Eugen von Keyserling 1887.  Araneus bradleyi ingår i släktet Araneus och familjen hjulspindlar. Inga underarter finns listade i Catalogue of Life.

## Bildgalleri

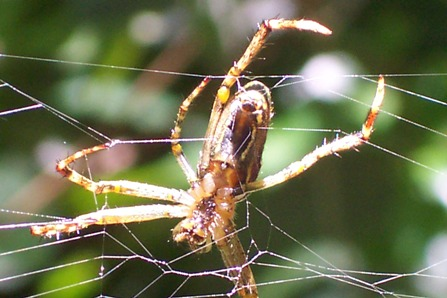
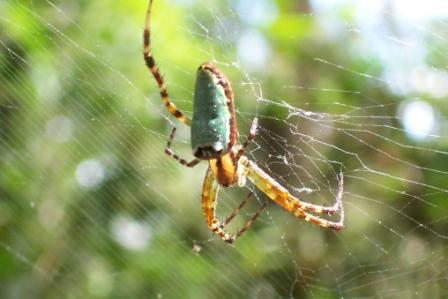
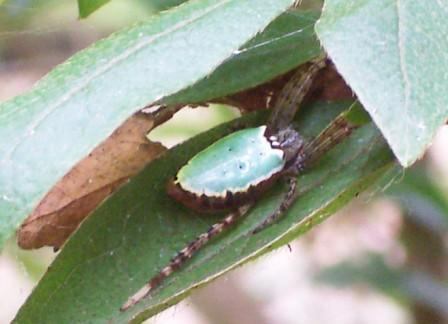